# Waldo’s People
Waldo’s People — танцевальная группа из Финляндии.

## Евровидение 2009
Победители финского отборочного тура Евровидения, взявшие первое место с существенным отрывом. «Lose Control» сразу же стала хитом на финском радио, а после победы группы в отборочном туре Евровидения соответствующий ролик на YouTube только в течение недели посмотрело полмиллиона человек. Waldo’s People являются лидерами финского европопа.
Лидер группы, Вальдо (он же Марко Рейонен), вот уже более десяти лет известен как один из ведущих танцевальных продюсеров Финляндии. На его счету — 4 альбома, проданных «золотым» тиражом. Как правило, он работает в соавторстве с шведским продюсером финского происхождения, Ари Лехтоненом. Этот дуэт, плодотворное сотрудничество которого уже продолжалось больше 10 лет, и создал хит «Lose Control».
Пик популярности Вальдо и Waldo’s People пришёлся на конец 90-х. В 2008 году Waldo’s People выпустили первую за несколько лет новую песню «Back Again», которая заняла первое место в финском танцевальном и цифровом чарте. Вокруг группы снова возник ажиотаж — билеты на их концертный тур были распроданы мгновенно.
Ари Лехтонен продюсировал и новый альбом Waldo’s People Paranoid, который вышел в Финляндии в феврале. Подобно своим предшественникам-бестселлерам, это мелодичный и энергичный европоп с бодрыми позитивными песнями, гармонично перетекающими одна в другую.
«Мы хотим показать миру, что в Финляндии не только рок и метал умеют сочинять. Наша песня „Lose Control“ — это дискотечный хит, но и очень жизненное сочинение тоже. Мы как бы говорим в ней: дружище, в жизни бывают сложные ситуации, но никогда не надо сдаваться!», — утверждает Вальдо.

## Состав
- Марко «Вальдо» Рейонен[англ.] — вокал, рэп
- Каролиина Каллио — вокал
- Сами Лехто — ударные
- Кари Синкконен — клавишные
- Киммо Ниссинен — гитара

## Дискография

### Альбомы
- 1998 — Waldo’s People
- 2000 — No-Man’s-Land
- 2008 — Back Again: The Greatest Hits
- 2009 — Paranoid

### Синглы
- 1998 — «I Dream»
- 1998 — «Let’s Get Busy»
- 1998 — «U Drive Me Crazy»
- 2000 — «Bounce (To the Rhythm Divine)» (при участии Herbie)
- 2000 — «No-Man’s-Land»
- 2000 — «1000 Ways»
- 2008 — «Emperor’s Dawn»
- 2008 — «Back Again»
- 2008 — «Lose Control»
- 2009 — «New Vibration»
- 2010 — «I Wanna Be a Rockstar»
- 2010 — «Jackpot» (при участии LA-X)
- 2011 — «Echo»